# Crise du quartz
Pour les articles homonymes, voir Quartz.

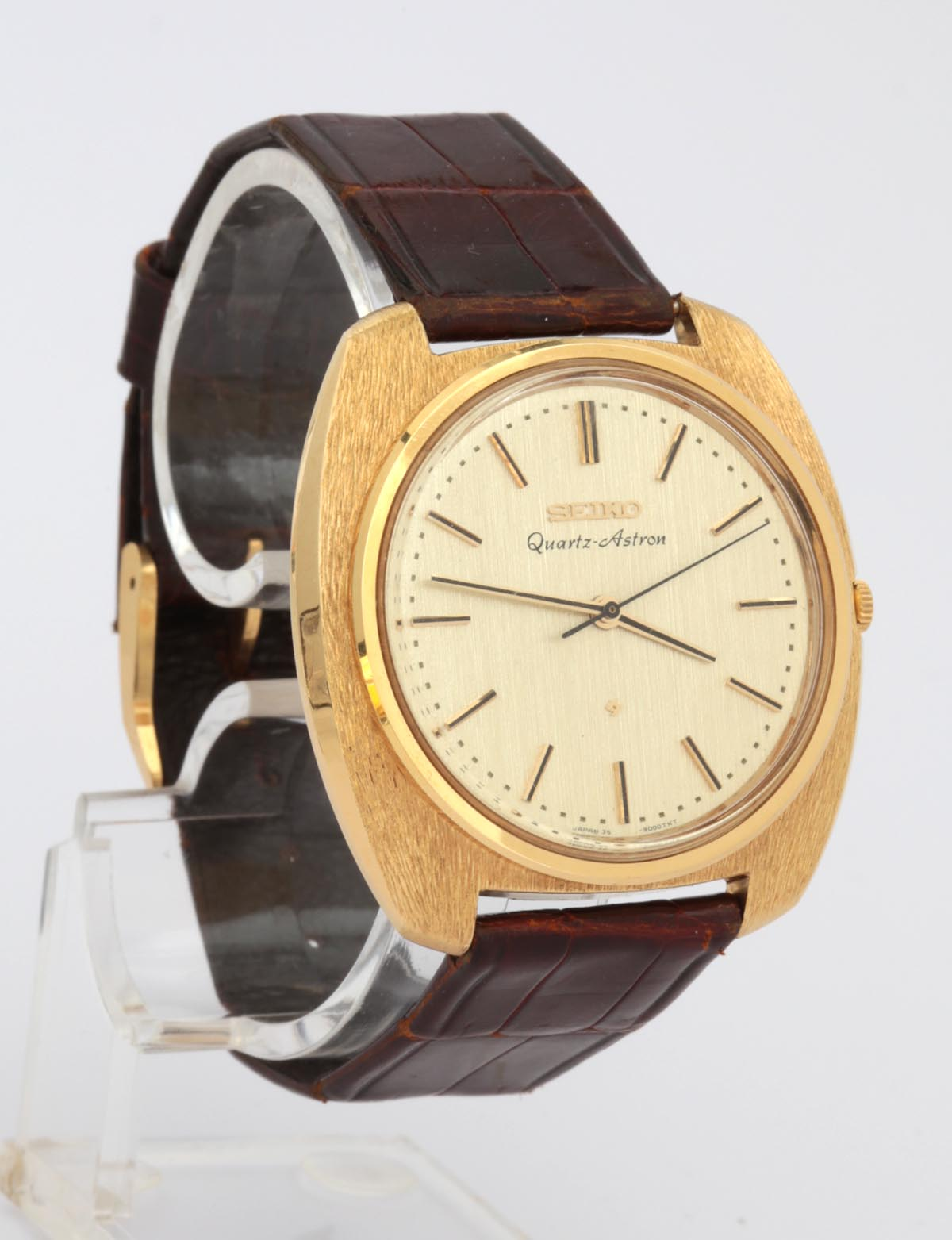
Seiko Quartz Astron-35SQ, la première montre-bracelet à quartz.

Dans l'industrie horlogère, la crise du quartz ou révolution du quartz désigne une rupture technologique majeure résultant de l’adoption de l'oscillateur à quartz par différents acteurs du marché dans les années 1970 et au début des années 1980,.
Ce bouleversement technologique et commercial débute par une innovation de la manufacture japonaise Seiko qui dévoile la première montre à quartz le 25 décembre 1969,,,. Beaucoup plus précises, les montres à quartz supplantent alors largement les montres mécaniques. Cette crise est à l'origine du déclin de l'industrie horlogère suisse — laquelle fait toutefois le choix de rester attachée à la technologie traditionnelle des montres mécaniques et de se spécialiser dans le marché du luxe —, ainsi que de la montée en puissance des entreprises asiatiques, qui vont assurer désormais l'essentiel de la production mondiale de montres après avoir adopté la nouvelle technologie,. Les groupes horlogers japonais haut de gamme, dont Seiko et Citizen, finissent par se retrouver à leur tour concurrencés par des entreprises asiatiques à bas coût et doivent se recentrer à nouveau sur les montres mécaniques traditionnelles ainsi que sur des technologies hybrides de précision (Spring Drive, Kinetic, Eco-Drive, etc.).
La révolution du quartz s'est produite dans le contexte de la révolution numérique mondiale (la troisième révolution industrielle) qui prenait de l'ampleur à la fin des années 1950,. Les principales avancées des montres à quartz étaient le remplacement du mouvement mécanique ou électromécanique par un mouvement à quartz, ainsi que la possibilité de remplacer les affichages analogiques par des affichages numériques tels que les affichages à diodes électroluminescentes (DEL) et, plus tard, les affichages à cristaux liquides (ACL ; LCD en anglais),,. En plus d'une précision nettement supérieure, les montres à quartz ont un besoin d'entretien réduit et dans le cas des modèles à bas coût un prix de vente beaucoup plus bas,,.
Toutefois, si la crise a fortement frappé les horlogers historiques suisses et japonais, elle a permis à d'autres acteurs d'émerger durablement, essentiellement sur le segment de la montre utilitaire. C'est le cas notamment de la marque G-Shock du groupe Casio, qui cible une utilisation en milieu difficile, de Timex qui s'est réorientée sur ce même segment ou encore de Suunto, spécialisée dans les activités sportives. Ces trois fabricants sont aujourd'hui largement implantés sur le marché grand public du fait des nouvelles fonctionnalités que la technologie a apportées. Dans cette continuité, la révolution du quartz a aussi permis, à plus long terme, l'apparition des montres intelligentes basées sur la même technologie et dont font partie les montres connectées.

## Histoire

### Avant la crise
Pendant la Seconde Guerre mondiale, la neutralité de la Suisse a permis à l'industrie horlogère suisse de continuer à fabriquer des appareils de chronométrage grand public, tandis que les principales nations du monde ont réorienté la production d'appareils de chronométrage vers les dispositifs de chronométrage destinés aux munitions militaires. En conséquence, l'industrie horlogère suisse a bénéficié d'un monopole effectif. L'industrie a prospéré en l'absence de toute concurrence réelle. Ainsi, avant les années 1970, l'industrie horlogère suisse détenait 50 % du marché mondial des montres.
Au début des années 1950, une coentreprise entre l'Elgin Watch Company des États-Unis et Lip de France pour produire une montre électrique - une montre alimentée par une petite pile plutôt que par un ressort - a jeté les bases de la montre à quartz. Bien que l'entreprise Lip-Elgin n'ait produit que des prototypes, en 1957, la première montre alimentée par une pile était en production, la Hamilton 500 de fabrication américaine.
En 1954, l'ingénieur suisse Max Hetzel avait mis au point une montre-bracelet électronique qui utilise un diapason chargé électriquement et alimenté par une pile de 1,35 volt. Le diapason résonnait à 360 Hz précisément et actionnait les aiguilles de la montre par le biais d'un train d'engrenages électromécanique. Cette montre, appelée Accutron, a été commercialisée par la compagnie américaine Bulova à partir de 1960. Bien que Bulova n'ait pas créé la première montre-bracelet à pile, l'Accutron a été un puissant catalyseur de changement face à l'industrie horlogère suisse qui était une industrie mature, avec un marché mondial vieux de plusieurs siècles et des processus de fabrication, de marketing et de vente bien établis.

### Début de la révolution

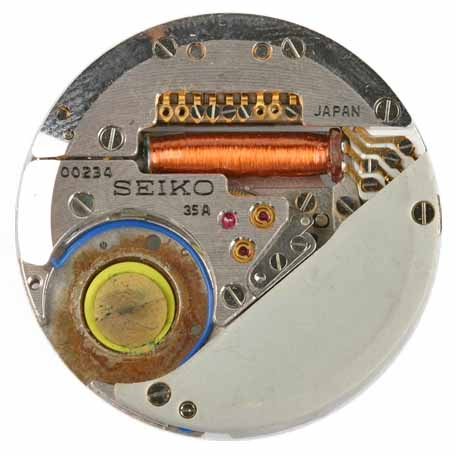
Mouvement à quartz de l'Astron de Seiko, 1969 (Musée allemand de l'horlogerie, Inv. 2010-006).

À la fin des années 1950 et au début des années 1960, Seiko et un consortium des plus grandes entreprises horlogères suisses, dont Patek Philippe, Piaget et Omega, se sont livrés une concurrence acharnée pour développer la première montre-bracelet à quartz,. En 1962, le Centre électronique horloger (CEH), composé d'une vingtaine d'horlogers suisses, a été créé à Neuchâtel pour développer une montre-bracelet à quartz de fabrication suisse, tandis qu'au Japon, Seiko travaillait également sur une montre électrique et développait la technologie du quartz.
L'un des premiers succès a été une horloge à quartz portable appelée Seiko Crystal Chronometer QC-951. Cette horloge portable a été utilisée comme chronomètre de secours pour les épreuves de marathon lors des Jeux olympiques d'été de 1964 à Tokyo. En 1966, des prototypes de la première montre de poche à quartz ont été dévoilés par Seiko et Longines lors du concours de l'Observatoire de Neuchâtel. En 1967, le Centre électronique horloger et Seiko ont présenté des prototypes de montres-bracelets à quartz au concours de l'Observatoire de Neuchâtel,.
Le 25 décembre 1969, Seiko a dévoilé l'Astron, la première montre à quartz au monde, qui a marqué le début de la révolution du quartz,,,. La première montre analogique à quartz suisse - la Beta 21 de la compagnie Ebauches SA contenant le mouvement Beta 1 - a été présentée à la Baselworld de 1970,. La Beta 21 a été commercialisée par de nombreux fabricants, dont Rolex, Patek Philippe et Omega. Le 6 mai 1970, Hamilton a présenté la Pulsar (en), la première montre numérique électronique au monde.

### La montée du quartz
En 1974, Omega a présenté l'Omega Marine Chronometer (en), la première montre certifiée chronomètre de marine, précise à 12 secondes par an grâce à un circuit à quartz qui produisait 2 400 000 vibrations par seconde. En 1976, Omega a présenté l'Omega Chrono-Quartz, le premier chronomètre analogique-numérique au monde, auquel a succédé dans les 12 mois le Calibre 1620, la première montre-bracelet chronomètre entièrement ACL (LCD en anglais) de la société.
Malgré ces progrès spectaculaires, les Suisses ont hésité à adopter les montres à quartz. À l'époque, les montres mécaniques suisses dominaient les marchés mondiaux. En outre, l'excellence de l'horlogerie était une composante importante de l'identité nationale suisse. En raison de leur position de force sur le marché, et avec une industrie horlogère nationale organisée largement et profondément pour promouvoir les montres mécaniques, plusieurs horlogers en Suisse pensaient que le passage aux montres électroniques n'était pas nécessaire. D'autres, à l'extérieur de la Suisse, y ont vu un avantage et ont poursuivi le développement de cette technologie. En 1978, les montres à quartz ont dépassé les montres mécaniques en popularité, plongeant l'industrie horlogère suisse dans la crise tout en renforçant les industries horlogères japonaise et américaine. Cette période a été marquée par un manque d'innovation en Suisse, alors que les industries horlogères d'autres nations tiraient pleinement parti des technologies émergentes, notamment de la technologie des montres à quartz, d'où l'expression crise du quartz.
En raison de la tourmente économique qui s'ensuivit, de nombreuses maisons horlogères suisses, autrefois rentables et célèbres, devinrent insolvables ou disparurent. Cette période a complètement bouleversé l'industrie horlogère suisse, tant sur le plan économique que psychologique. Dans les années 1970 et au début des années 1980, les bouleversements technologiques, à savoir l'apparition de la technologie du quartz et une situation économique autrement difficile, ont entraîné une réduction de la taille de l'industrie horlogère suisse. Entre 1970 et 1983, le nombre d'horlogers suisses est passé de 1'600 à 600,. Entre 1970 et 1988, l'emploi dans l'horlogerie suisse est passé de 90 000 à 28 000 personnes.
En dehors de la Suisse, cette crise est souvent appelée la révolution du quartz, en particulier aux États-Unis où de nombreuses entreprises américaines avaient fait faillite ou avaient été rachetées par des intérêts étrangers dans les années 1960. Lorsque les premières montres à quartz ont été introduites en 1969, les États-Unis ont rapidement pris une avance technologique, en partie grâce à la recherche en microélectronique pour les programmes militaires et spatiaux. Des entreprises américaines comme Texas Instruments, Fairchild Semiconductor et National Semiconductor ont lancé la production de masse de montres à quartz numériques et les ont rendues abordables. Cela n'a pas duré éternellement ; en 1978, Hong Kong exportait le plus grand nombre de montres électroniques au monde, et les entreprises américaines de semi-conducteurs ont fini par se retirer complètement du marché des montres. À l'exception de Timex et de Bulova, les dernières entreprises horlogères américaines traditionnelles, dont Hamilton, ont fait faillite et ont vendu leurs marques à des concurrents étrangers ; Bulova a finalement été vendue à Citizen, une entreprise japonaise, en 2008.

## Les suites de la crise

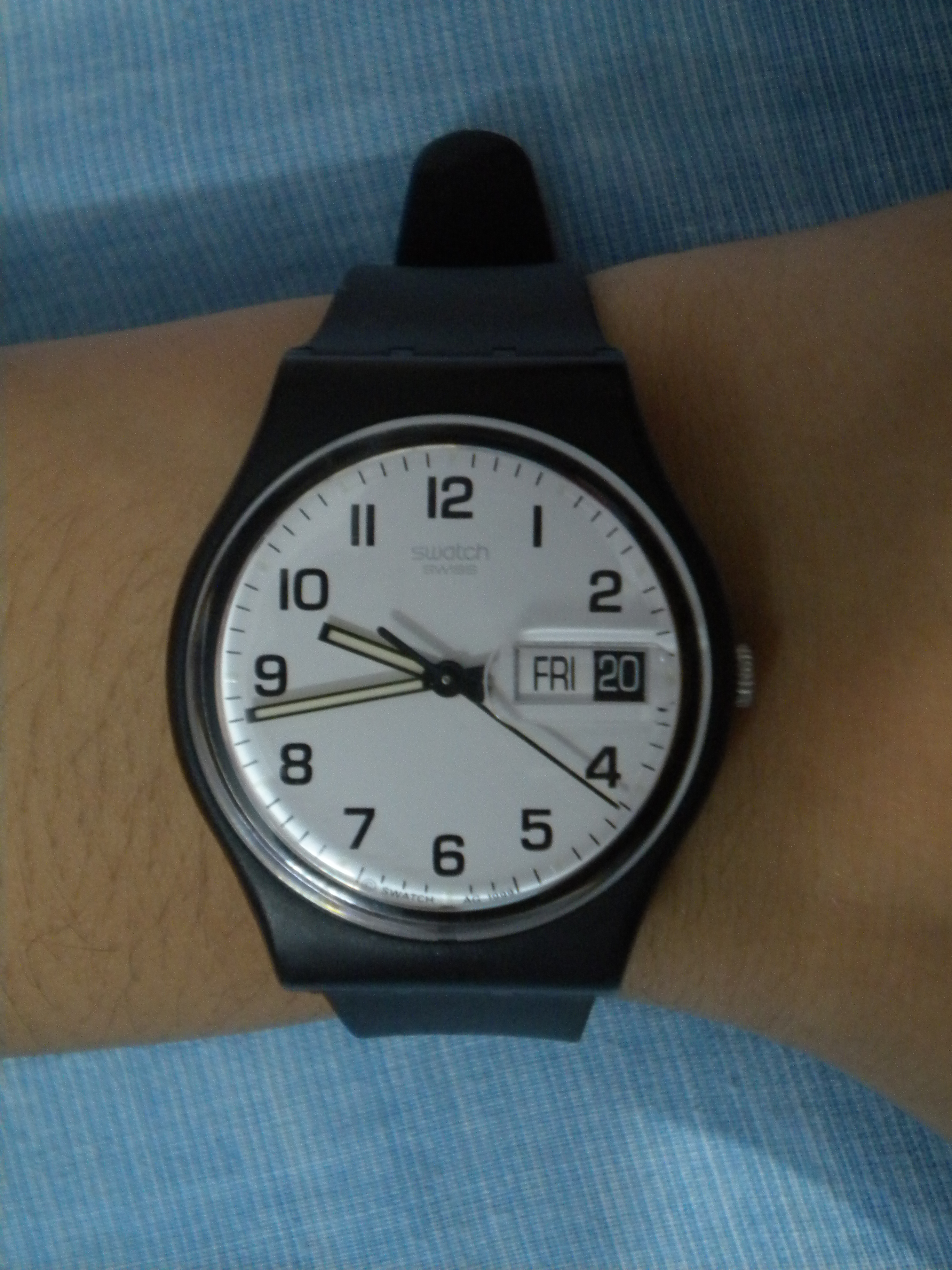
La montre Swatch Once Again.

### Le groupe Swatch
En 1983, la crise atteint un point critique. L'industrie horlogère suisse, qui comptait 1 600 horlogers en 1970, n'en comptait plus que 600,. En mars 1983, les deux plus grands groupes horlogers suisses, l'ASUAG (Allgemeine Gesellschaft der Schweizerischen Uhrenindustrie AG) et la SSIH (Société suisse pour l'industrie horlogère), ont fusionné pour former l'ASUAG/SSIH qui est devenue plus tard la SMH (Société de microélectronique et d'horlogerie) afin de sauver l'industrie. Cette organisation a été le prédécesseur du Swatch Group, qui a joué un rôle déterminant dans la relance de l'industrie horlogère suisse en donnant un nouveau souffle à toutes les marques concernées et, en 1998, elle a été rebaptisée Swatch Group - le plus grand fabricant de montres du monde,.
La montre Swatch était scellé dans un boîtier en plastique, vendu comme un produit jetable avec une faible probabilité de besoin de réparation, et comportait moins de pièces mobiles (51) que les montres mécaniques (environ 91). De plus, la production était essentiellement automatisée, ce qui permettait une meilleure rentabilité. La montre Swatch a connu un énorme succès ; en moins de deux ans, plus de 2,5 millions de montres Swatch ont été vendues. Outre sa propre gamme de produits, le Swatch Group a également acquis d'autres marques de montres, notamment Blancpain, Breguet, Glashütte Original, Harry Winston, Longines, Omega et Tissot,.

### Renaissance des montres mécaniques
Le marché mondial plus large reflétait cependant encore largement d'autres tendances. Sur le marché intérieur américain, par exemple, la montre Swatch était une sorte de mode des années 1980 reposant essentiellement sur la variété des couleurs et des motifs, et la majeure partie de la production provenait toujours de sites extraterritoriaux tels que la Chine et le Japon, dans des marques hybrides ou à dominante numérique comme Casio, Timex et Armitron (en).
D'autre part, la révolution du quartz a poussé de nombreux fabricants suisses à se réfugier dans le haut de gamme, comme Patek Philippe, Vacheron Constantin, Audemars Piguet et Rolex. Les montres mécaniques sont progressivement devenues des produits de luxe appréciés pour leur savoir-faire élaboré, leur attrait esthétique et leur design glamour, parfois associés au statut social de leurs propriétaires, plutôt que de simples dispositifs de mesure du temps,.

## L'essor des montres intelligentes
Depuis les années 2010, les montres intelligentes ont augmenté significativement leurs parts sur le marché mondial des montres, notamment après le lancement de l'Apple Watch en 2015,,. L'essor actuel des montres intelligentes intervient dans le contexte de la quatrième révolution industrielle, et la formation d'un nouveau type de crise susceptible de menacer davantage l'industrie horlogère suisse suscite des inquiétudes,,,.